# W75
A W75 foi uma arma nuclear desenhada pelos E.U.A. Ela era basicamente uma variação da W74, porém com 203 mm (8 polegadas) de diâmetro. O desenvolvimento da W75 começou em 1973 no Laboratório Nacional de Lawrence Livermore e terminou dois anos depois quando foi cancelada.
Ela foi cancelada pois foi vista como um sistema ofensivo obsoleto, caro de se produzir e ao qual não vale a pena investir. 

## ver também
- Lista de armas nucleares
- Artilharia nuclear
- W74
- W48
- W9
- W19
- W23